# العلاقات البنمية الناوروية
العلاقات البنمية الناوروية هي العلاقات الثنائية التي تجمع بين بنما وناورو.

## مقارنة بين البلدين
هذه مقارنة عامة ومرجعية للدولتين:
| وجه المقارنة                                              | بنما                      | ناورو                          |
| --------------------------------------------------------- | ------------------------- | ------------------------------ |
| المساحة (كم2)                                             | 74.18 ألف                 | 21                             |
| عدد السكان (نسمة)                                         | 4.10 مليون                | 10.08 ألف                      |
| الكثافة السكانية (ن./كم²)                                 | 55.27                     | 48.00 ألف                      |
| العاصمة                                                   | بنما                      | ضاحية يارين                    |
| اللغة الرسمية                                             | اللغة الإسبانية           | اللغة الناورونية، لغة إنجليزية |
| العملة                                                    | بالبوا بنمي، دولار أمريكي | دولار أسترالي                  |
| الناتج المحلي الإجمالي (بليون دولار)                      | 61.84 مليار               | 113.88 مليون                   |
| الناتج المحلي الإجمالي (تعادل القوة الشرائية) بليون دولار | 87.37 مليار               | 162.98 مليون                   |
| الناتج المحلي الإجمالي الاسمي للفرد دولار أمريكي          | 13.27 ألف                 | 9.83 ألف                       |
| الناتج المحلي الإجمالي للفرد دولار أمريكي                 | 20.89 ألف                 |                                |
| مؤشر التنمية البشرية                                      | 0.780                     |                                |
| رمز المكالمات الدولي                                      | +507                      | +674                           |
| رمز الإنترنت                                              | .pa                       | .nr                            |
| المنطقة الزمنية                                           | 00                        | ت ع م+12:00                    |

## منظمات دولية مشتركة
يشترك البلدان في عضوية مجموعة من المنظمات الدولية، منها:
| علم المنظمة | اسم المنظمة                   | تاريخ انضمام بنما | تاريخ انضمام ناورو |
| ----------- | ----------------------------- | ----------------- | ------------------ |
|             | يونسكو                        | 10 يناير 1950     | 17 أكتوبر 1996     |
|             | الاتحاد البريدي العالمي       | ?                 | ?                  |
|             | منظمة الشرطة الجنائية الدولية | ?                 | ?                  |
|             | الأمم المتحدة                 | 13 نوفمبر 1945    | 14 سبتمبر 1999     |
|             | الاتحاد الدولي للاتصالات      | 14 يوليو 1914     | 10 يونيو 1969      |
|             | منظمة حظر الأسلحة الكيميائية  | ?                 | ?                  |

## وصلات خارجية
- موقع وزارة الخارجية البنمية